# الظافر بن ذي النون

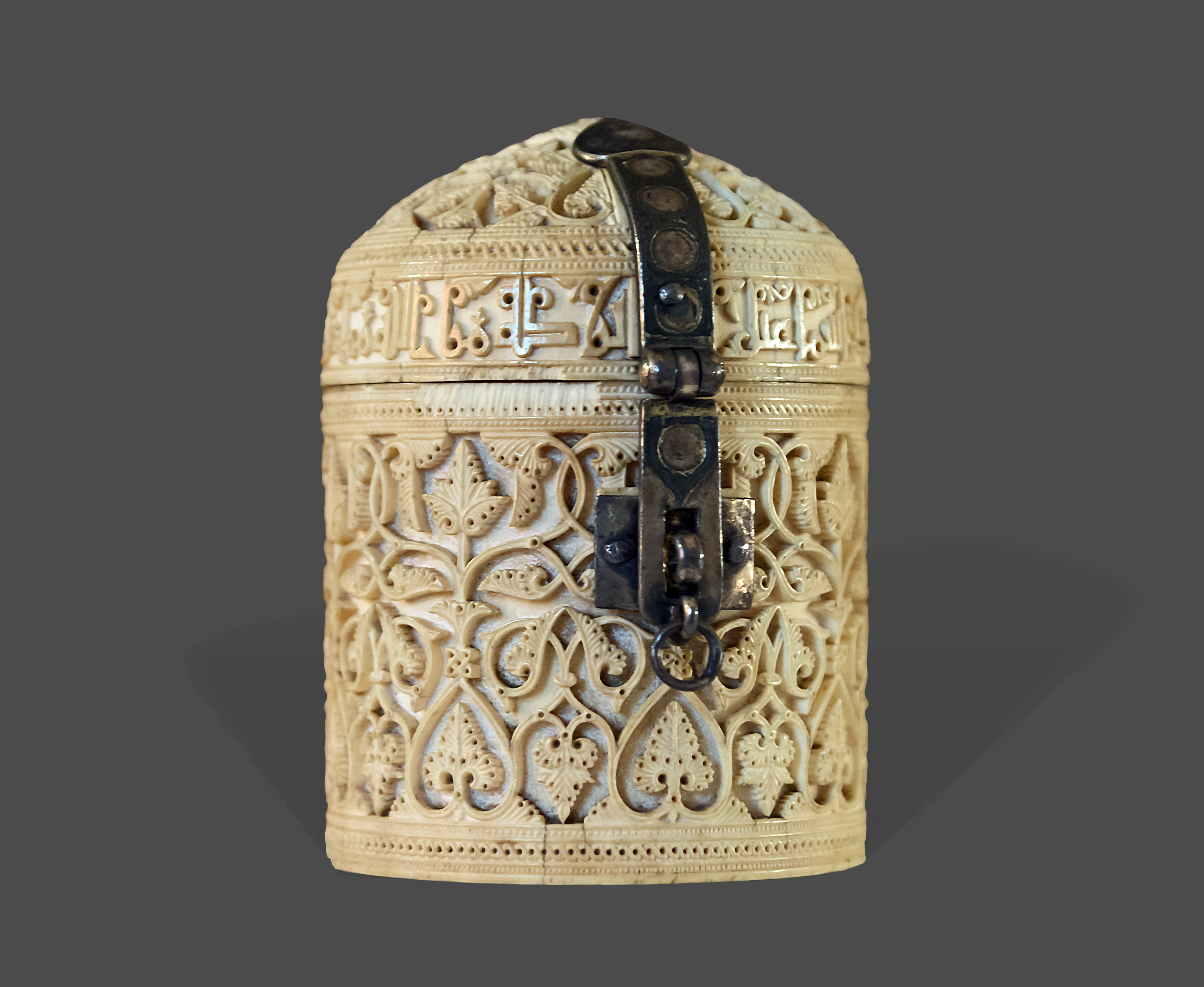
.

الظافر بالله إسماعيل بن ذي النون أول حكام طائفة طليطلة من بني ذي النون في عصر ممالك الطوائف.

## تأسيسه للطائفة
ينتمي بنو ذي النون إلى قبائل هوارة البربرية التي سكنت في الثغر الأوسط في عصر الدولة الأموية في الأندلس. كان أول ظهور لهم مع تولى جدهم ذو النون بن سليمان حكم حصن أقليش في عهد الأمير محمد بن عبد الرحمن. وظل أبنائه من بعده يتولون أعمالاً لبني أمية. وفي فترة الفتنة، استغل إسماعيل بن عبد الرحمن بن المطرف بن ذي النون وفاة الفتى واضح حاكم الثغر الأوسط، واستولى على قلعة قونقة ثم أخذ يضم المناطق المجاورة شيئًا فشيئًا حتى سيطر على كامل كورة شنت برية.
أما طليطلة وقت الفتنة، فاجتمع أهل جماعتها على تولية القاضي أبي بكر يعيش بن محمد بن يعيش الأسدي أمرها، ثم عزلوه بعد فترة وتنافسوا على الحكم حتى عام 427 هـ، حين قرروا دعوا ابن ذي النون حاكم شنت برية لتولي حكم طليطلة، ليمتد حكم إسماعيل بن ذي النون الذي تلقب بالظافر ليشمل مدن مدينة سالم ووادي الحجارة وقونقة ووبذة وأقليش ومورة [الإنجليزية] وطلبيرة وترجالة وقورية وغيرها. توفي إسماعيل بن ذي النون عام 435 هـ بعد أن حكم طائفة طليطلة لثمان سنوات، وخلفه ابنه يحيى المأمون.